# Singaraja
Singaraja – miasto w Indonezji, drugie co do wielkości na wyspie Bali. W latach 20. XX wieku Holendrzy założyli bibliotekę (Gedong Kirtya) posiadającą w swych zbiorach około 3 tys. balijskich rękopisów, w tym największą kolekcję lontar – tradycyjnych tekstów spisanych na liściach palmowych pociętych w paski.
Liczba mieszkańców w 2003 roku wynosiła ok. 96 tys.